# Wassil Kapzjuch
Wassil Kapzjuch (belarussisch Васіль Капцюх, engl. Transkription Vasil Kaptsyukh, oft russisch Василий Борисович Каптюх – Wassili Borissowitsch Kaptjuch – Vasiliy Kaptyukh; * 27. Juni 1967 in Maladsetschna) ist ein ehemaliger belarussischer Diskuswerfer.
Er wurde 1986 bei den Leichtathletik-Juniorenweltmeisterschaften in Athen Dritter. Bei den Europameisterschaften 1990 in Split verpasste er als Vierter eine Medaille nur knapp. Bei den Leichtathletik-Weltmeisterschaften 1991 in Tokio qualifizierte er sich zwar für das Finale, konnte dort aber verletzungsbedingt nicht starten.
Zwei Jahre später belegte er bei den Leichtathletik-Weltmeisterschaften 1993 in Stuttgart den siebten Platz. Bei den Leichtathletik-Weltmeisterschaften 1995 in Göteborg gelang ihm schließlich der Gewinn der Bronzemedaille. Mit 65,88 m musste er sich lediglich dem Favoriten aus Deutschland, Lars Riedel, und seinem Landsmann Uladsimir Dubrouschtschyk geschlagen geben. Ein Jahr später holte Kapzjuch eine weitere Bronzemedaille bei den Olympischen Spielen 1996 in Atlanta. Er warf den Diskus auf 65,80 m, vor ihm lagen wieder nur Riedel und Dubrouschtschyk.
Nach einem elften Platz bei den Leichtathletik-Weltmeisterschaften 1997 in Athen wurde er bei den Olympischen Spielen 2000 in Sydney Vierter. Bei den Leichtathletik-Weltmeisterschaften 2001 in Edmonton belegte er den sechsten Rang, bei den Leichtathletik-Weltmeisterschaften 2003 in Paris/Saint-Denis konnte er noch einmal eine Bronzemedaille erringen. Mit 66,51 m blieb er zwar deutlich hinter dem Litauer Virgilijus Alekna und Róbert Fazekas aus Ungarn, konnte jedoch den amtierenden Weltmeister Lars Riedel auf den vierten Platz verweisen.
Bei den Olympischen Spielen 2004 in Athen belegte er wie schon vier Jahre zuvor in Sydney wieder den undankbaren vierten Rang. Bei den Leichtathletik-Weltmeisterschaften 2005 in Helsinki scheiterte er bereits in der Qualifikationsrunde.
Wassil Kapzjuch ist 1,97 m groß und wog zu seiner aktiven Zeit 120 kg.

## Bestleistungen
- Diskuswurf: 67,59 m, 25. September 2000, Sydney